# Rana zhengi
Rana zhengi — вид жаб родини жаб'ячі (Ranidae). Описаний у 1999 році.

## Поширення
Ендемік Китаю. Поширений у провінції Сичуань на півдні Китаю. Відомий лише у типовому місцезнаходженні — село Чжанцюнь в повіті Гун'я округу Мейшань на висоті 1300 м над рівнем моря. Його природні місця проживання — ліси помірного поясу, річки, переривчасті річки, прісноводні болота та переривчасті прісноводні болота.